# دادگاه شیکاگو هفت
دادگاه شیکاگو هفت یا دادگاه هفت شیکاگویی (انگلیسی: The Trial of the Chicago 7) فیلمی تاریخی، درام حقوقی به نویسندگی و کارگردانی آرون سورکین محصول سال ۲۰۲۰ آمریکا است. این فیلم روایتی واقعی از دادگاه هفت نفر از لیدرهای جنبش مخالفت جنگ ایالات متحده علیه ویتنام می‌باشد که به اتهام عبور از مرزهای ایالتی به قصد شورش تحت محاکمه قرار گرفتند. در این فیلم بازیگرانی چون ساشا بارون کوهن، ادی ردمین، یحیی عبدالمتین دوم، جرمی استرانگ، جوزف گوردون لویت، توماس میدلتیچ، فرانک لانگلا، ویلیام هرت، مایکل کیتون، کلوین هریسون جونیور و مارک رایلنس به ایفای نقش پرداخته‌اند.
پارامونت پیکچرز به دلیل دنیاگیری کووید ۱۹ حق پخش این فیلم را به شبکه نتفلیکس فروخت

## خلاصه داستان
در سال ۱۹۶۸ ریچارد شولتز دستیار دادستان کل (جوزف گوردون لویت) علیه هفت نفر به اتهام شورش و دعوت به آشوب در دادگاه شیکاگو کیفر خواست صادر می‌کند. در طرف دیگر ویلیام کانستلر (مارک رایلنس) و لئونارد واینگلاس (بن شنکمن) وکالت متهمین را بر عهده می‌گیرند. دادگاه به ریاست جولیس هافمن (فرانک لانگلا) تشکیل می‌شود و …

## بازیگران
| بازیگر          | نقش                    | توضیحات                  |
| --------------- | ---------------------- | ------------------------ |
| ساشا بارون کوهن | ابی هافمن (فعال سیاسی) | از پایه‌گذاران حزب جوانان |
| جرمی استرانگ    | جری روبین              | عضو هیپی‌ها               |
| ادی ردمین       | تام هایدن              | لیدر گروه دانشجویان      |
| الکس شارپ       | رنی دیویس              | لیدر جنبش ضد جنگ         |
| جان کارول لینچ  | دیوید دلینگر           | کنشگر اجتماعی            |
| نوئا رابینز     | لی واینر               | معترض                    |
| دانیل فلاهرتی   | جان فروینس             |                          |
| فرانک لانگلا    | جولیوس جنینگز هافمن    | قاضی دادگاه              |